# Bồn trũng sau cung
Bồn trũng sau cung là một bồn địa dưới biển liên quan đến cung đảo và đới hút chìm.
Các bồn này được tìm thấy ở các ranh giới mảng hội tụ, hiện tại tập trung ở phía tây Thái Bình Dương. Hầu hết chúng được tạo ra từ các lực căng giãn gây bởi lực kéo ngược rãnh đại dương và sự phá hủy của rìa lục địa. Các bồn trũng sau sung không được đưa ra bởi học thuyết kiến tạo mảng, nhưng chúng phù hợp với mô hình chính về cách Trái Đất bị mất nhiệt.

## Đặc điểm
Các bồn trũng sau cung đặc biệt rất dài đến hàng trăm km và tương đối hẹp khoảng 100 km. Bề rộng hạn chế của các bồn trũng sau cung có lẽ do hoạt động magma phụ thuộc vào lượng nước và đối lưu manti, và cả hai yếu tố này tập trung gần trung tâm tách giãn. Tốc độ tách giãn thay đổi từ rất chậm (rãnh Mariana) khoảng vài cm/năm đến rất nhanh (Lau Basin) khoảng 15 cm/năm. Các sống núi phun trào bzan có đặc điểm tương tự như bazan ở sống núi giữa đại dương; nhưng khác nhau ở điểm bazan ở các bồn trũng sau cung thường giàu nước magma (khoảng 1-1,5% H2O), trong khi đó magma bazan ở sống núi giữa đại dương rất "khô" (chỉ chiếm <0,3% H2O). Hàm lượng nước cao của magma bazan của bồn trũng sau cung là do nước được mang vào đới hút chìm và giải phóng vào lớp nằm trên manti. Thêm vào đó một nguồn cung cấp nước khác có lẽ là sự eclogit hóa từ amphibol và mica trong mảng hút chìm. Giống với các sống núi giữa đại dương, các bồn trũng sau cung cũng có các mạch nhiệt dịch và liên quan đến quần thể hóa tổng hợp.

## Tính bất đối xứng
Các bồn trũng sau cung có sự khác nhau ở những sống núi giữa đại dương bình thường bởi vì chúng mang những đặc điểm của sự tách giãn đáy đại dương không đối xứng, nhưng điều này chỉ hơi thay đổi thậm chí ở các bồn trũng riêng lẻ. Ví dụ, ở trung tâm rãnh Mariana đang tách giãn với tốc độ lớn gấp 2 đến 3 lần so với cánh phía tây của nó trong khi ở đầu mút phía nam, vị trí tâm tách giãn nằm gần dãy núi lửa, điều này cho thấy rằng sự bồi dần phần vỏ trên tổng thể hầu như là không đối xứng 100 ở đây. Trường hợp này được phản ảnh lại ở phía bắc nơi mà sự không đối xứng do tách giãn lớn cũng đang phát triển. Các bồn trũng sau cung khác như bồn trũng Lau đã trải qua các giai đoạn rip-tơ lớn và các sự kiện tiến hóa đã chuyển thành các trung tâm tách giãn từ các vị trí cung ngoại biên đến các vị trí cung gần hơn mặc dù tốc độ tách giãn hiện tại tương đối cân xứng với các giai đoạn rip-tơ nhỏ. Nguyên nhân của sự tách giãn bất đối xứng trong các bồn trũng sau cung vẫn còn chưa sáng tỏ. Tuy nhiên các ý tưởng chung cho rằng sự bất đối xứng liên quan đến trục tách giãn bởi các quá trình tan chảy liên tiếp trên cung và dòng nhiệt, gradient hydrat hóa với khoảng cách từ mảng trượt, các ảnh hưởng của rìa manti, và sự tiến hóa từ rip-tơ sang tách giãn.